# Bouvignes-sur-Meuse
Bouvignes-sur-Meuse (wa. Bovegne) – dzielnica (section) miasta Dinant w Belgii, w Regionie Walońskim, w prowincji Namur, w okręgu Dinant. 1 stycznia 2020 roku liczyła 759 mieszkańców. Do 31 grudnia 1964 r. samodzielna gmina. Leży nad Mozą. 

## Demografia
Liczba mieszkańców, stan na 1 stycznia:
| Rok                | 1930 | 1947 | 1961 | 2020 |
| ------------------ | ---- | ---- | ---- | ---- |
| Liczba mieszkańców | 1123 | 1033 | 1011 | 759  |